# La Fouine
Laouni Mouhid, conocido como La Fouine o Fouiny baby (25 de diciembre de 1981 en Trappes, Yvelines), es un rapero francés y marroquí de la ciudad de Trappes, Yvelines en los suburbios del oeste de París. También tiene su propio sello discográfico "Banlieue Sale" y su propia línea de ropa llamada "Street Swagg". 

Género: Rap, Hip Hop
Religión: Islam
Idiomas: francés, árabe

Familia: Hijo mayor entre 7 hermanos.
hermano menor: 1

## Biografía
Nacido en Trappes en una familia de siete hijos de un padre y una madre marroquís, Laouni creció fuera de París, en el departamento de Yvelines. Dejó sus estudios a la edad de quince años para dedicarse al rap y tomó sus primeras lecciones de música. La Fouine, que se llamaba "Forcené" fue un miembro activo del colectivo "GSP". Formaba parte del grupo "FORS" de corta duración con DJ RV (Hervé) y Le Griffon (Tarek Medimegh), creado principalmente para participar en el 2 R puissance ART en La Verrière, donde ganó el segundo premio. 
Desde entonces, Laouni se casó, se han divorciado después de convertirse en el padre de una niña, nacida en 2002, llamada Fátima, el nombre de la madre de La Fouine. La muerte de su madre en 2005 inspiró su canción "Je regarde là-haut" Él también experimentó períodos oscuros en hogares de acogida y en las cárceles. "Yo sólo tenía quince años cuando fui expulsado de la escuela y que están en hogares de crianza me convirtió en un amnésico durante la mayor parte del tiempo. Los policías me buscaban. Me acosté con la gente en los coches, locales, etc. fue la miseria ". La Fouine es de fe musulmana, al igual que la familia de la que proviene, y publicó una canción titulada "Quand Je Partirai" en 2013 en la que aborda la temática religiosa. 

## Carrera como rapero

### 2005: Bourré au Son
Después de lanzar su primera calle cinta Planète Trappes que le hizo ganar una legitimidad a principios de rap, lanzó su primer álbum en 2005 llamado caducado metidas en los Fuertemente marcado por el estilo de California. Los sencillos "L'unité" y "Quelque Chose de Spécial" cumplen con elogios de la crítica y muchos de difusión en las radios francesas.

### 2007: Aller-Retour
Después de poner Planète Trappes Volume 2 escotillas en el mercado que muestra como su hermano Canardo en tres títulos, La Fouine lanzó su segundo álbum titulado Aller-Retour el 12 de marzo de 2007. El primer sencillo de este álbum es "Reste en Chien" con Booba. El segundo single se titula "Qui peut me stopper", seguimos de "On S'en Bat Les Couilles", "Banlieue Sale" con Gued'1 & Kennedy y "Tombé Pour Elle" con Amel Bent. Hoy en día, este álbum es certificado Disco de Oro.

### 2009: Mes Repères
Después de lanzar a la calle-tape Capitale du Crime, que pone de relieve los raperos de Yvelines, el tercer álbum del rapero Mes Repères lanzado en febrero de 2009 y recibió la certificación de disco de oro en octubre de 2009. Incluía tres apariciones como invitado especial con Soprano en "Repartir à zéro" y aún con Soprano y Sefyu en "Ca fait mal (Remix)" y Canardo (su hermano menor) en "Hamdoulah Moi Ca Va". Hoy en día, este álbum es disco de platino.

### 2010: Capitale du Crime Volume 2
El disco Capitale du Crime Volume 2 lanzado el 18 de enero de 2010, ocupa el tercer lugar en las ventas de álbumes en Francia en la primera semana de su lanzamiento. En este álbum son colaboraciones con Canardo, Green Money, Kennedy, Vincenzo, Chabodo, A2P, Rickwell, Gued'1...
En abril de 2010, La Fouine trabajó con Admiral T & Medine en la pieza "Viser la Victoire", extraiga el disco de Admiral-T  titulado L'Instinc Animal y después en Street Lourd II con la canción "Dans nos quartiers", en colaboración con Alonzo y Teddy Corrona. Hoy en día el oro, está mixtape es disco de oro.

### 2011: La Fouine vs Laouni
El primer single de su álbum doble La Fouine vs Laouni es "Passe-leur le salam", con Rohff. "Veni, vidi, vici" es el segundo sencillo y la tercera extracto "Caillra for Life" es una colaboración con California rapero The Game en el que el juego intentó realizar en lengua francesa. Y el cuarto del álbum titulado "Papa" es un circuito en el que La Fouine habla de su padre. El quinto sencillo fue lanzado el 21 de enero de 2011 llamado "Les Soleils de minuits".
La Fouine reveló la lista de títulos, sino también la producción del álbum el 21 de enero de 2011. La música es sobre todo las pistas con Street Fabulous, Animalsons, Dj E-Rise, Skalp, etc, mientras que su hermano Canardo aparece en el micrófono "Bafana Bafana (Remix)".
El 7 de mayo de 2011, La Fouine tenía un concierto en el Zenith de París, la noche, se realizó con Zaho el título "Quand ils vont partir". Por otra parte, algún tiempo después, Kamelancien firmó con el sello de los directivos de la fouine "S-Kal Records". Otros raperos destacables siguieron como Sultan.
La Fouine lanzó una reedición del álbum el 15 de junio de 2011. A la espera de su nueva mixtape Capitale du Crime Vol. III, La Fouine publicó una nueva edición de La Fouine vs Laouni titulado La Fouine et Laouni incluyendo doce canciones de su álbum doble con una remezcla inédita "Toute la night" y "Veni, vidi, vici" remezclado por Dj Battle con Francisco. Hoy en día, este álbum es disco de platino.

### 2012: Capitale du Crime Volume 3
Capitale du Crime Volume 3 fue lanzado el 28 de noviembre de 2011. Contenía muchas apariciones especiales con estrellas americanas, tales como T-Pain en "Rollin 'Like a Boss", DJ Khaled en la producción de "VNTM.com" y Ace Hood en "T'es mort dans le film". El mixtape vendió más de 62.000 copias hasta marzo de 2012 y fue certificado disco de oro. Mientras tanto, se unió a los grupos Trappes estrellas creadas por su anterior mánager Bodé. Trappes Stars se componen de algunos raperos de la región de Trappes como Canardo, Green, MAS, Chabodo, Gued'1 o A2P. Todos reunidos en una compilación mezclada por DJ Battle.

### 2013: Drôle de Parcours
El 10 de septiembre de 2012, La Fouine reveló en las redes sociales el título de su nuevo álbum titulado Drôle de Parcours. El primer sencillo del álbum fue "Paname Boss" y puesto en libertad el 2 de noviembre de 2012. Este canción reunido Sniper, Niro, Youssoupha, Canardo, Fababy y Sultan. El 6 de noviembre de 2012, La Fouine lanzó el segundo sencillo de Drôle de parcours llamado "J'avais pas les mots". El tercer single es "Ma Meilleure" en con Zaho. 60.000 copias del álbum fueron vendidas y el álbum fue certificado de oro.

### 2013/2014: Capitale de Crime Volumen 4[ En Preparación ]
Será su cuarta mixtape, ya ha sacado una canción con videoclip titulada, "La Fete Des Meres" "LA Fiesta de las madres" con videoclip. Insultando a su eterno enemigo también cantante conocido como BOOBA.

### 2013/2014: TeamBS
Es un proyecto junto a los de su grupo musical, Banlieue Sale Music realizado junto a Sultan, Sindy y Fababy. El álbum se llama "Team BS" y su primer extracto salió en febrero de 2014, llamado "case départ".

## Los conflictos

### El conflicto con Kamelancien
A principios de 2005, La Fouine respondió con su título "Ferme ta gueule" para Kamelancien que lo atacó como "cara torcida" en la canción "Reste vrai". Kamelancien pronto apareció con su nueva respuesta titulada "Crise Cardiaque" y abiertamente le será amenazado en una emisión de televisión. Este choque entre dos raperos marroquíes, era una especie de enfrentamiento con estilo completamente diferente, de una de Oujda y representación del Val-de-Marne y el otro oriundo de Casablanca, en representación de los Yvelines. En 2011, los dos raperos se reconciliaron e interpretaron la canción "Vécu" visto más de 13 millones de veces en YouTube. El 7 de mayo de 2011, La Fouine Kamelancien invitó a su concierto en el Zenith de París para poner fin oficialmente a su choque.

### El conflicto con Booba
Atacado por Booba, durante la promoción de su álbum Futur según él La Fouine "chocó" él en "Paname Boss" con un remate. Mientras su álbum había sido puesto en libertad unos cuantos meses, Booba insistió en la liberación de la canción "AC Milan", donde atacó a La Fouine llamándolo un pedófilo, llamando Emile Louis Laounizi (refiriéndose a Emile Louis) y difundir un extracto de un vídeo en el que los antecedentes penales de la Fouine se revela.
La Fouine eligió "Autopsie 5" para responder a la espalda (Autopsie es el nombre de la serie de mixtapes de Booba). Eligió para ofrecer gratis la canción explicando que no quería hacer el dinero en el choque. A partir de entonces, La Fouine y Booba liberados al mismo tiempo, una segunda canción "TLT" ("Tuez Les Tous" de Booba y "T'as La Tremblotte" para La Fouine) en sus respectivos canales de YouTube. La Fouine habló principalmente sobre la foto de Booba que había circulado en Internet, en una parodia de su música.
El 10 de marzo de 2013, Booba transmitió el video de su altercado que tuvo lugar en Miami. El rapero 50 Cent poner el vídeo en su página web. La Fouine respondió "LOL! Acabo de enterarme de que la versión no censurada del altercado con b2obeatrice se ejecuta en la red, voy a esperar para encontrar a poner el video del altercado entre él, Dixon (un amigo de La Fouine) y Booba en Facebook. destacó pasajes que habían sido editados por Booba donde huye para escapar de La Fouine y Dixon. Ellos lo apodaron Usain B2olt referencia al velocista jamaiquino Usain Bolt.

## Relaciones y controversias
El 8 de mayo de 2011, en Bélgica, en el Festival de Inc'Rock, La Fouine habló de un incidente durante su concierto, donde dos jóvenes aficionados, pensando que había arrojado botellas de plástico en ellos con palabras amenazantes. La Fouine no quería aumentar la tensión, al declarar: "Esta noche, La Fouine, ha venido a darte amor". Mientras tanto, la comitiva del rapero fueron vistos puñetazos y golpear a los dos jóvenes detrás de las escenas, con uno de ellos cae al suelo. Un policía también resultó herido en el incidente, mientras que la detención del joven, loco de rabia que quería vengarse de tomar venganza en contra de La Fouine. La escena fue filmada por un espectador. La organización del festival condenó el estallido de la violencia, culpando al artista por sus declaraciones. Se alegó la comitiva La Fouine intentó quitar los videos del incidente de varios sitios web en los que aparecieron. Durante la promoción de su álbum Drôle de Parcours, dijo que no quiere un REPAT de este tipo de incidentes durante sus conciertos.

## Vida privada
La madre de La Fouine era tan pobre, que tenía que frecuentar los RestaurantS du Cœur restaurantes caridad. En 1998, La Fouine fue encarcelado. La Fouine se casó con Fiona, pero se divorciaron después de tener una hija nacida el 31 de mayo de 2003, llamada Fatima en honor a su madre. Es el penúltimo de sus seis hermanos y hermanas, Hakim (también conocido como el rapero Canardo), Kamel, Illham, Samira, Naima y Adil. La Fouine habló de esto en "Je regarde là-haut".

## Su compañía discográfica: Banlieue Sale
En 2008, la Fouine y su hermano Canardo decidieron poner en marcha su propio sello llamado "Banlieue Sale". Este sello independiente, forjó una alianza con Sony-BMG, una de las mayores discográficas del mundo. Banlieue Sale cuenta con filiales que son "S-Kal Registros" (creada por los directivos de La Fouine) y "Henijai Music" (creado por Canardo). En suma, una media docena de artistas han firmado el Banlieue Sale incluyendo Green, MLC, Chabodo, MAS, Evaanz y Fababy.

## Discografía

### Álbumes y Mixtapes
| Fecha                   | Álbum (A) / Mixtape (M)    |     | Discográfica  | Charts   | Charts   | Charts                       | Charts | Certificación    |
| Fecha                   | Álbum (A) / Mixtape (M)    | FR  | Discográfica  | BEL (Fl) | BEL (Wa) | [Schweizer Hitparade[\|SWI]] |        | Certificación    |
| ----------------------- | -------------------------- | --- | ------------- | -------- | -------- | ---------------------------- | ------ | ---------------- |
| 26 de octubre de 2004   | Planète Trappes            | (M) | Jive-Epic     | —        | —        | —                            | —      | —                |
| Abril de 2005           | Bourré au son              | (A) | Jive-Epic     | 82       | —        | —                            | —      | —                |
| 2 de Marso de 2006      | Planète Trappes Volume 2   | (M) | Jive-Epic     | —        | —        | —                            | —      |                  |
| 12 de marzo de 2007     | Aller-Retour               | (A) | Jive-Epic     | 21       | —        | 70                           | —      | Disco de Oro     |
| 18 de febrero de 2008   | Capitale du Crime          | (M) | Banlieue Sale | 78       | —        | —                            | —      | —                |
| 13 de febrero de 2009   | Mes Repères                | (A) | Jive-Epic     | 2        | —        | 13                           | 70     | Disco de Platino |
| 18 de enero de 2010     | Capitale du Crime Volume 2 | (M) | Banlieue Sale | 3        | —        | 20                           | 94     | Disco de Oro     |
| 14 de febrero de 2011   | La Fouine vs Laouni        | (A) | Jive-Epic     | 1        | —        | 5                            | 30     | Disco de Platino |
| 28 de noviembre de 2011 | Capitale du Crime Volume 3 | (M) | Banlieue Sale | 10       | —        | 24                           | 55     | Disco de Oro     |
| 4 de febrero de 2013    | Drôle de parcours          | (A) | Jive-Epic     | 1        | 113      | 2                            | 6      | Disco de Oro     |

### EP
- 1999: Gloire et Misère 1
- 1999: Gloire et Misère 2
- 2000: Tous Les Mêmes Choses
- 2001: Gloire et Misère 3
- 2001: J'avance
- 2004: Boum Boum Boum (with Mala)

### Singles
| Año               | Single | Álbum                      |
| ----------------- | --- | -------------------------- |
| 2005              | - Single 1: Quelque Chose De Spécial (feat Ellijah) - Single 2: L'unité (feat Jmi Sissoko) | Bourré Au Son              |
| 2007              | - Single 1: Qui Peut Me Stopper? - Single 2: Reste En Chien (feat Booba) - Single 3: Tomber Pour Elle (feat Amel Bent) | Aller-Retour               |
| 2008              | - Single 1: Cherche La Monnaie - Single 2: Capitale Du Crime (feat Canardo) - Single 3: Dignity (feat Matchstick) | Capitale du Crime          |
| 2009              | - Single 1: Ca fait mal Remix (feat Soprano et Sefyu) - Single 2: Tous Les Mêmes - Single 3: Du Ferme - Single 4: Hamdoulah Moi, Ça Va (feat Canardo) - Single 5: Chips | Mes Repères                |
| 2010              | - Single 1: Krav Maga - Single 2: Banlieue sale Music(feat Nessbeal) - Single 3: Nés pour briller(feat Canardo, Green Money et MLC) - Single 4: Iblis (Canardo) | Capitale du Crime Volume 2 |
| 2011              | - Single 1: Passe leur le salam (feat Rohff) - Single 2: Caillra for life (feat The Game) - Single 3: Veni, vidi, vici - Single 4: Papa - Single 5: Nhar Sheitan Click - Single 6: D'où l'on vient - Single 7: Toute la night | La Fouine vs Laouni        |
| 2011              | - Single 1: VNTM.com - Single 2: Vecu (feat Kamelanc') - Single 3: J'arrive en balle (feat Fababy) - Single 4: C'est bien de (feat Fababy) - Single 5: Ben Laden - Single 6: Rollin' like a boss (feat Mackenson et T-Pain) - Single: Jalousie (feat Six Coups MC, Fababy et Leck) - Single: Capitale du crime 3 (feat 3010 et Sneazzy West) | Capitale du Crime Volume 3 |
| 2012              | - Single 1: Paname Boss feat Sniper, Niro, Youssoupha, Canardo, Fababy et Sultan - Single 2: J'avais pas les mots - Single 3: À l'époque - Single 4: Il Se Passe Quelque Chose Feat Youssoupha - Single 5: Ma Meilleure Feat Zaho |                            |
| Drôle de parcours | |                            |

### Apariciones
2000:
- La Fouine: Ma Génération extracto de Rap.com

2001:
- La Fouine feat. MC Circulaire: Façon Fouiskin

2002:
- La Fouine: Freestyle extracto de Violences Urbaines de LIM.
- Alibi Montana feat La Fouine: C'est Pour Les Mecs D'en Bas extracto de Mandat de dêpot de Alibi Montana.

2003:
- La Fouine: Staarflah la famille extracto de Talents fâchés.
- La Fouine: Mon autobiographie extracto de Ma Zone de Mala.
- La Fouine: 3 gars au ghetto extracto de 109 Rap & R&B.
- La Fouine: Manque d'argent extracto de 109 Rap & R&B.
- La Fouine: G des tasses extracto de 109 Rap & R&B.

2004:
- La Fouine feat. Shyd-D: For my J's extracto de92100% Hip Hop Vol. 4
- La Fouine & Mala: Boum Boum Boum (maxi)

2005:
- La Fouine: C'est pour les mecs d'en bas extracto de West Rider 2.
- Willy Denzey feat la Fouine: Life extracto de #1 de Willy Denzey.
- La Fouine feat. Pat Seb - Let's shake the towels

2006:
- La Fouine:  Il en faut extracto de Talents Fâchés 3.
- La Fouine feat. Jazz Malone: Non-Stop extracto de Paname All Stars.
- La Fouine: Les barreaux extracto de Phonographe.
- Chabodo feat La Fouine & Jazz Malone: Levez haut les drapeaux extracto de La Délinquance de Chabodo.
- La Fouine feat. 2g68:  Koma Etilik
- La Fouine Feat S.Kro & Mc Gam'1: Luxembourg City

2007:
- Bibo feat La Fouine: Vie and Drop La Fouine en Volume Rose.
- Manu Key feat. La Fouine: Responsable extracto de Prolifique Vol. 2
- Al Peco feat. La Fouine - Apparitions
- Phil G Unit feat. La Fouine: Talents Gâchés
- La Toxine feat. La Fouine: J'ai de l'amour pour mes cailles extracto de Hi-One 1.er Opus.
- Matchstick feat. La Fouine: Dignity
- La Fouine feat. Comma Comma: Luxembourg Freestyle Shop (Promo)
- La Fouine feat. Booba: Reste en chien extracto de Aller-Retour.
- La Fouine: Hold Up
- La Fouine: Etat des Lieux

2008:
- La Fouine: J'repense aux frères extracto de Big Ballers vol. 2
- Grodash feat. La Fouine: Tenter sa chance extracto La Vie de rêve de Grodash.
- Enhancer feat La Fouine: Rock Game extracto de Désobéir de Enhancer.
- La Fouine feat. Pat Seb: If you could shut the *** up (Extended)¨$L.
- La Fouine feat. Phil G: Respect aux mothers
- La Fouine feat. Willy Denzey: Très agile, elle niche dans les greniers ou les dépendances.
- La Fouine feat. Slim'H: Les portos ils vont prendre cher.
- James Izmad feat. La Fouine: Oh No(Remix) extracto de  La FNAC en mode Rap Français.
- Amine & La Fouine: La Génie

2009:
- La Fouine feat. Soprano & Sefyu: Ca fait mal (Remix) extracto de Mes Repères.
- La Fouine feat. Scalo: Puisqu'on sait extracto de Art' East (Best Of Label Rouge 3).
- DJ Battle feat La Fouine & Francisco: Du ferme (Remix) extracto de Speciale Dedicace Au Rap Francais Vol. 3:La Fouine Edition
- La Fouine feat Game: My Life (Remix) extracto de Lil Wayne for President de DJ Battle
- La Fouine: Krav Maga extracto de  Capitale Du Crime Vol. 2
- La Fouine feat Nessbeal: Banlieue sale music extracto de Capitale du Crime Vol. 2
- La Fouine feat Canardo, Gued'1, Green, MLC: Krav Maga (Remix) (hosted by DJ Battle) extracto de Capitale du Crime Vol. 2
- La Fouine feat. Accord'Eon: FT en galère, Let's Jump Baby!
- Don Bigg feat La Fouine: La3bine extracto de Byad ou K7al.
- Timati feat La Fouine & J-Mi Sissoko: Briquets extracto de The Boss de Timati.
- La Fouine feat Reviens du balcon: J'crois que je ne vais pas manger ce soir.
- La Fouine: Reste Tranquille
- Beuz feat La Fouine et Futur Proche: Matiére grise extracto de Seulement une plume peut me donner des ailes.
- La Fouine: Rien à perdre

2010:
- Admiral T feat La Fouine & Medine: Viser la victoire extracto de Intinct Admiral de Admiral T
- La Fouine feat Black Kent: Blackberry extracto de Capitale du Crime Vol. 2
- La Fouine feat Green: Le Mauvais œil extracto de Capitale du Crime Vol. 2
- La Fouine feat Rickwel:  Youporn  extracto de Capitale du Crime Vol. 2
- La Fouine feat Green, Canardo et Kennedy: Pleure pas.
- La Fouine feat Canardo, Green et Mlc: Nés pour briller extracto de Capitale du Crime Vol. 2
- La Fouine feat DJ Battle: Quand la musique est bonne extracto de Capitale du Crime Vol. 2
- Canardo feat La Fouine: Henijay extracto de Papillon de Canardo.
- La Fouine Feat Alonzo & Teddy Corona: Dans Nos Quartiers extracto de Street Lourd Vol. 2
- Sofiane feat La Fouine: Blankok City Gang extracto de Brakage Vocal Vol. 1
- Nessbeal feat La Fouine: Au Bout de la Route extracto de NE2S de Nessbeal.
- Rohff feat La Fouine: On peut pas tout avoir extracto de La Cuenta de Rohff.

2011:
- La Fouine Feat M.A.S: Rappelle Toi
- Still Fresh feat La Fouine: C'est pas la même extracto de Mes Rêves de Still Fresh
- 3010 feat Still Fresh & La Fouine: C'est pas la même (Remix)
- Médine feat La Fouine et V.A: Téléphone Arabe extracto de Table d'écoute 2 de Médine
- La Fouine ft. DJ Khaled: Vntm.com
- La Fouine ft. Kamelancien: Vécu extracto de Capitale du Crime Vol. 3
- Corneille ft. La Fouine: Des Pères, des Hommes et des Frères extracto de Les Inséparables de Corneille
- La Fouine: C'est de l'or
- Nessbeal feat Mister You et La Fouine: Là où les vents nous ménent extracto de Sélection naturelle de Nessbeal
- La Fouine: On contrôle le monde
- La Fouine: Chewing gum
- La Fouine: Tu n'as aucun Swagg
- La Fouine: Nos Erreurs

2012:
- Fababy feat La Fouine: Problème extracto de La Symphonie Des Chargeurs de Fababy.
- La Fouine: Mimi Cracra
- La Fouine: Jacques Chirac
- Fababy feat La Fouine: Mère Seule extracto de La Symphonie Des Chargeurs de Fababy.
- La Fouine feat Le Rat Luciano: Esperer extracto de Projet Nord Sud de 13eme Art Music.
- Zifou feat La Fouine: C'est la Hass extracto de Zifou 2 Dingue de Zifou.
- Canardo feat La Fouine: Tous ce que j'aurais voulu faire extracto de A la Youv de Canardo.
- Kennedy feat La Fouine: On s'arrange extracto de Sur Ecoute de Kennedy.
- M.A.S feat La Fouine: Mauvais Rêves extracto de Minute de Silence de M.A.S
- La Fouine: Si Maman Si
- Canardo feat La Fouine et Seth Gueko: Mele Me (remix) extracto de A la Youv de Canardo.
- M.A.S feat La Fouine: Sur un banc extracto de Minute de Silence de M.A.S
- DJ Battle feat La Fouine: Trappes Stars
- Patrick Bruel feat La Fouine:  Mots D'enfants extracto de "Lequel De Nous" de Patrick Bruel.
- Sultan feat La Fouine: Des Jours Meilleurs extracto de Des Jours Meilleurs de Sultan.
- Sultan feat La Fouine: Qui n'a pas cru en moi
- S-Pi feat La Fouine, Youssoupha, Grodash, Tito Prince, Kozi & Poison: Kinshasa Boss.
- La Fouine feat Admiral T, Kalash, XMAN, Young Chang Mc & Lieutenant: West Indies (Remix)

2013:
- Kamelanc' feat La Fouine: Pour En Arriver Là extracto de Coupé Du Monde de Kamelanc'.
- La Fouine feat Tar-K Sheitanik: Waheed (On les baise).
- Fababy feat La Fouine: Wesh Ma Gueule extracto de La Force du Nombre de Fababy.
- La Fouine feat Bad News Brown: Reign (Remix).

## Videografía

### Videos musicales de sus álbumes
| Año  | Single                                                                                                | Director              |
| ---- | --- | --------------------- |
| 2004 | Autobiographie                                                                                        | OCM                   |
| 2005 | L'unité (feat J-mi Sissoko)                                                                           | OCM                   |
| 2005 | Quelque chose de spécial (feat Ellijah)                                                               | OCM                   |
| 2006 | On s'en bat les c******s                                                                              | OCM                   |
| 2007 | Qui peut me stopper?                                                                                  | OCM                   |
| 2007 | Reste en chien(feat Booba)                                                                            | OCM                   |
| 2007 | Banlieue Sale(feat Gued'1 et Kennedy)                                                                 | OCM                   |
| 2007 | Dignity (feat Matchstick)                                                                             | Da Connect            |
| 2007 | Tombé pour elle(feat Amel Bent)                                                                       | OCM                   |
| 2008 | Cherche la monnaie                                                                                    | Chris Macari          |
| 2008 | Ça fait mal Remix (feat Soprano et Sefyu)                                                             | Mazava Prod           |
| 2009 | Tous les mêmes                                                                                        | Mazava Prod           |
| 2009 | Du ferme                                                                                              | Mazava Prod           |
| 2009 | Hamdoullah moi ça va (feat Canardo)                                                                   | Mazava Prod           |
| 2009 | Krav Maga                                                                                             | Chris Macari          |
| 2009 | Banlieue sale music (feat Nessbeal)                                                                   | Chris Macari          |
| 2009 | Krav Maga remix (feat Gued'1, Green Money, Canardo et MLC)                                            | Chris Macari          |
| 2010 | Nés pour briller (feat Canardo, Green Money et MLC)                                                   | Charly Clodion        |
| 2010 | Mauvais œil (feat Green Money)                                                                        | Iceland Film          |
| 2010 | Passe leur le salam (feat Rohff)                                                                      | Wahib Cheheta         |
| 2010 | Caillra for life (feat The Game)                                                                      | Mazava Prod           |
| 2011 | Veni Vidi Vici                                                                                        | Mazava Prod           |
| 2011 | Les soleils de minuit                                                                                 | Glenn Smith           |
| 2011 | Papa                                                                                                  | Mazava Prod           |
| 2011 | Mathusalem                                                                                            | Glenn Smith           |
| 2011 | Fouiny Gamos                                                                                          | Glenn Smith           |
| 2011 | Interlude-One shot                                                                                    | 1986 Prod             |
| 2011 | Caillra for life 2 (feat Game)                                                                        | The Walkers Ent       |
| 2011 | Elle venait du ciel (feat Zaho)                                                                       | Mangua.D              |
| 2011 | Bafana Bafana remix (feat Soprano, Admiral T, Seth Gueko, Canardo, Nessbeal, Dj Battle et Cut Killer) | Glenn Smith           |
| 2011 | nhar sheitan Click                                                                                    | 1986 Prod             |
| 2011 | D'où l'on vient                                                                                       | Mazava Prod           |
| 2011 | Toute la night                                                                                        | 1986 Prod             |
| 2011 | VNTM.COM (feat Dj Khaled)                                                                             | 1986 Prod             |
| 2011 | Vécu (feat Kamelancien)                                                                               | 1986 Prod             |
| 2011 | J'arrive en balle (feat Fababy)                                                                       | 1986 Prod             |
| 2011 | Ben Laden                                                                                             | 1986 Prod             |
| 2011 | C'est bien de… (feat Fababy)                                                                          | 1986 Prod             |
| 2011 | Rollin Like A Boss… (feat Mackenson & T-Pain)                                                         | 1986 Prod             |
| 2011 | Rappelle-toi(feat MAS)                                                                                | Guillaume Viscogliosi |
| 2011 | Jalousie (feat SixcoupsMC, Leck & Fababy)                                                             | 1986 Prod             |
| 2012 | Capitale du crime 3 (feat Sneazzy et 3010)                                                            | 1986 Prod             |
| 2012 | Paname Boss (feat Sniper, Niro, Youssoupha, Canardo, Fababy & Sultan)                                 | 1986 Prod             |
| 2012 | J'avais pas les mots                                                                                  | -                     |
| 2013 | Il se passe quelque chose (feat Youssoupha)                                                           | 1986 Prod             |
| 2013 | Ma Meilleure (feat Zaho)                                                                              | -                     |

### Videos musicales de otros proyectos
| Année | Single                                              | Réalisateur         |
| ----- | --------------------------------------------------- | ------------------- |
| 2004  | Banlieue ouest (con Vf Gang)                        | Souljah / OCM       |
| 2006  | État des lieux                                      | Canal+              |
| 2007  | Responsable (con Manu Key)                          | Chris Macari        |
| 2008  | Dignity (con Matchscick)                            | Da Connect          |
| 2010  | Viser la victoire (con Medine et Admiral T)         | Chris Macari        |
| 2011  | Des pères, des hommes et des frères (con Corneille) | Jean Marie Antonini |
| 2011  | C'est La Hass (con Zifou)                           | 1986 Prod           |
| 2012  | Problème (con Fababy)                               | 1986 Prod           |

## Filmografía
- 2009: Banlieue 13: Ultimatum de Patrick Alessandrin: Ali K
- 2012: Un marocain a Paris: Bickette.
- 2012: Rouleur De Journaux de Sébastien Rougemont: Ludo
- 2012: Apparition dans la série Soda.
- 2012: Court-Métrage SAID de Valentin Frentzel et Benjamin Rancoule.

## Series web
- 2009: Lourd de Fou
- 2011: Fouiny Story I
- 2011: Fouiny Story II
- 2012: Fouiny Story III